# Bak Ji-won

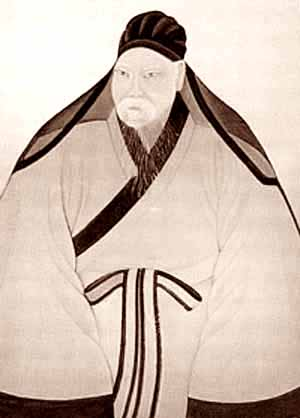
Bak Ji-won

Bak Ji-won (* 5. Februar 1737; † 20. Oktober 1805; gelistet auch als Park Ji-Won) war ein koreanischer Politiker und Ökonom.

## Leben
Er gilt als satirischer Schriftsteller, Künstler, Dichter der Joseon-Dynastie mit einer neokonfuzianischen und merkantilistischen Philosophie und Denkweise. Er war Mitglied der Partei Noron (노론, 老論). Sein Spitzname war Yeonam (연암, 燕巖) oder auch Yeonsang (연상, 煙湘).